# Old Golden Throat
Albums de Johnny Cash
At Folsom Prison
(1968) Heart of Cash
(1968)
Old Golden Throat est une compilation par le chanteur de musique country Johnny Cash, sorti en 1968 chez Columbia Records. Le disque est une collection de faces uniques qui, à deux exceptions près, n'avait pas encore paru sur un album (les exceptions étant Still in Town et Tennessee Flat Top Box). Neuf des quatorze pistes était apparu sur des singles country du Billboard.
Deux des chansons de l'album, I Got Stripes et Dark as a Dungeon sont apparues sur le fameux album At Folsom Prison album live de mai 1968. Toutefois, les versions incluses ici ont été enregistrées initialement et sorti entre 1959 et 1963, respectivement.
Comme les pistes ont été prises à partir de singles, l'album est sorti uniquement en mono.

## Titres